# 伊奈川ダム
伊奈川ダム（いながわダム）は、長野県木曽郡大桑村、一級河川・木曽川水系伊那川（伊奈川とも書く）に建設されたダム。高さ43メートルの重力式コンクリートダムで、関西電力の発電用ダムである。同社の水力発電所・伊奈川発電所に送水し、最大4万700キロワットの電力を発生する。

## 歴史
伊那川は、木曽山脈（中央アルプス）の最高峰・木曽駒ヶ岳に端を発し、南西へと流れ木曽川に合流する河川である。急峻な地形に加え、冬の豪雪によって流量を豊富であったことから、水力発電の適地として古くから注目されていた。大正時代、下流より橋場発電所・田光発電所が順次運転を開始し、昭和初期に相之沢発電所が完成。木曽発電による伊那川開発はこれで一段落した。
戦後、伊那川を含む木曽川筋の水力発電所を継承した関西電力は、未だ開発の余地を残す伊那川に注目。上流に伊奈川ダムを建設し、木曽川との間に存在する標高差240メートル余りを利用した大規模な水力発電を計画した。伊奈川ダムは1974年（昭和49年）に着工し、1977年（昭和52年）に完成。伊奈川発電所が運転を開始した。
開発はその後も続行され、1986年（昭和61年）、伊奈川ダム上流に伊奈川第二発電所が完成。伊奈川発電所とは異なり大ダムを伴わない水路式発電所であるが、400メートルにも及ぶ落差を利用し、新たに最大2万1,600キロワットの電力を発生できるようになった。これにより、関西電力の木曽川における発電所総出力は100万キロワットの大台を突破した。

## 周辺
国道19号・道の駅大桑から松本市方面に向かって進み、大桑駅を過ぎたところに大桑中学校へと通じる道を示す案内板がある。これに従って右折すると、伊那川に沿って道が続いており、上流へと進むと伊奈川ダム左岸に着く。右岸にはダム管理所があり、ダム天端を渡るためには許可を必要とする。道は伊奈川ダムを過ぎると木曽山脈への登山道となる。

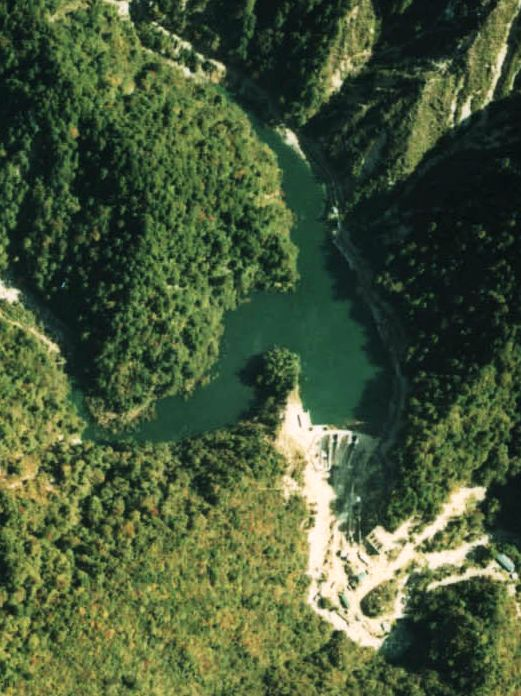
伊奈川ダム
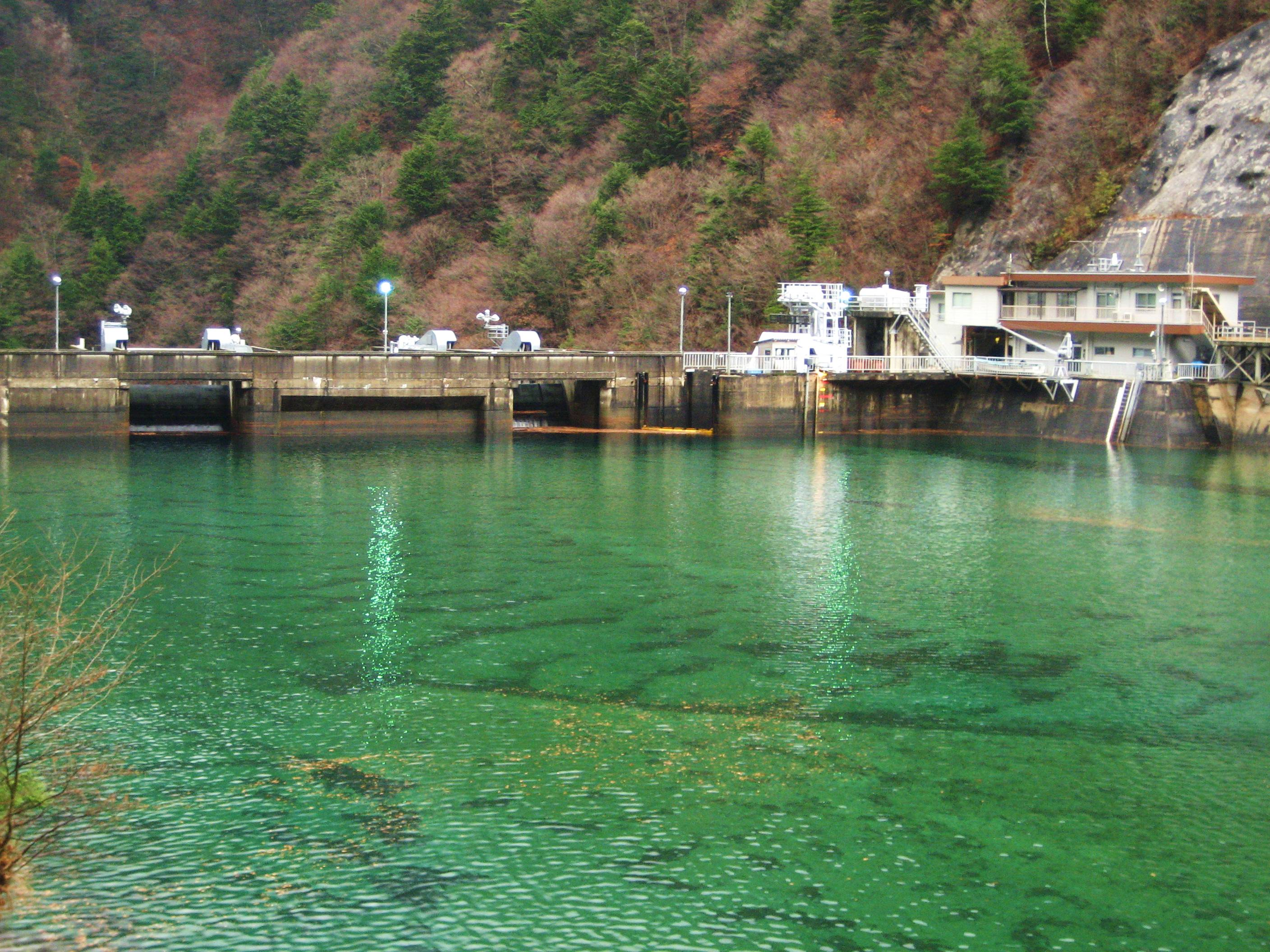
ダム湖